# Živorodkovití
Ryby z čeledi živorodkovití (Poeciliidae) patří k rybám, které se rozmnožují vrhem živých jedinců, nikoliv kladením jiker. Čeleď je složena ze tří podčeledí s dalšími 40 rody, s více než 310 popsanými druhy ryb, podle Charlese Luciena Bonaparte. Podle nových pravidel byla tato čeleď rozšířena o rybu zářnoočko tanganické, která se rozmnožuje vrhem oplodněných jiker v jistém stupni vývoje, jedná se o vejcoživorodý druh.
První druh, který byl popsán v roce 1821 ichtyologem Charlesem Alexandrem Lesueurem byl živorodka širokoploutvá. Poslední druhy, které byly popsány v roce 2010 ichtyology Susanne Schoriesovou, Manfredem K. Meyerem a Manfredem Schartlem, byly Gambusia zarskei a Poecilia sarrafae.

## Podčeledě, seskupení rodů a rody
Čeleď Poeciliidae je dále členěna na 3 podčeledě a seskupení rodů takto:
- podčeleď Aplocheilichythinae Myers, 1928
  - rod Aplocheilichthys Bleeker, 1863 – štikovec
- podčeleď Procatopodinae Fowler, 1916
  - seskupení rodů Fluviphylacini Roberts, 1970
    - rod Fluviphylax Whitley, 1920 – zářnoočko

  - seskupení rodů Procatopodini Fowler, 1916
    - rod Laciris Huber, 1981 – zářnoočko
    - rod Micropanchax Myers, 1924 – štikovec
    - rod Lacustricola Myers, 1924 – štikovec
    - rod Poropanchax Clausen, 1967 – štikovec
    - rod Platypanchax Ahl, 1928
    - rod Lamprichthys Regan 1911 – zářnoočko
    - rod Pantanodon Myers, 1955 – zářnoočko
    - rod Hypsopanchax Myers, 1924 – zářnoočko
    - rod Procatopus Boulenger, 1904 – štikovec
    - rod Plataplochilus Ahl, 1928 – zářnoočko
    - rod Rhexipanchax Huber, 1999
- podčeleď Poeciliinae Bonaparte, 1831
  - seskupení rodů Alfarini Hubbs, 1924
    - rod Alfaro Meek, 1912 – alfaro

  - seskupení rodů Gambusini Gill, 1889
    - rod Belonesox Kner, 1860 – štička
    - rod Brachyrhaphis Regan, 1913 – gambusenka
    - rod Gambusia Poey, 1854 – gambusie
    - rod Heterophallus Regan, 1914 – gambusie

  - seskupení rodů Heterandriini Hubbs, 1924
    - rod Heterandria Agassiz, 1853 – heterandrie
    - rod Neoheterandria Henn 1916 – novoheterandrie
    - rod Poeciliopsis Regan, 1913 – živoroděnka
    - rod Priapichthys Regan, 1913 – třpytilka
    - rod Pseudopoecilia Regan, 1913 – pecilenka
    - rod Xenophallus Hubbs, 1924 – xenofalus

  - seskupení rodů Poeciliini Bonaparte, 1831
    - rod Limia Poey, 1854 – limie
    - rod Micropoecilia Hubbs, 1926 – pecilka
    - rod Pamphorichthys Regan, 1913 – štíhluška
    - rod Phallichthys Hubbs, 1924 – krátkotělka
    - rod Poecilia Bloch & Schneider, 1801 – živorodka
    - rod Xiphophorus Heckel, 1848 – mečovka

  - seskupení rodů Cnesterodontini Hubbs, 1924
    - rod Cnesterodon Garman, 1895 – ostrozubka
    - rod Phalloceros Eigenmann, 1907 – říčanka
    - rod Phalloptychus Eigenmann, 1907 – januárka
    - rod Phallotorynus Henn, 1916 – lagunka
    - rod Tomeurus Eigenmann, 1909 – tomeurus

  - seskupení rodů Scolichthyini Rosen, 1967
    - rod Scolichthys Rosen, 1967 – živorodka

  - seskupení rodů Xenodexini Hubbs, 1950
    - rod Xenodexia Hubbs, 1950 – xenodexie

## Rozmnožování
U těchto ryb dochází k vnitřnímu oplodnění samice samcem pomocí gonopodia, což je přeměněná řitní ploutev. Embrya v těle matky tráví žloutkový váček a současně vstřebávají kyslík a živiny z těla samice. V případě ohrožení dokáží samice prodloužit nebo oddálit porod. Délka březosti je 5–7 týdnů. Některé druhy, např. Xiphophorus dokáží měnit své pohlaví.

## Druhy

### Původní druhy
V České republice se chová přibližně 40 druhů divokých živorodek čeledi Poeciliidae. To je pětina existujících druhů. Podle Aleše Uhlíře, autora článku AKVARISTIKA: Živorodky a jejich divoké formy, se chovem a odchovem těchto rybek akvaristické publikace nevěnují. Původní formy se v akvarijních prodejnách nevyskytují.
Chovatelé těchto ryb získávají ryby např. lovem v jejich biotopu, nebo z akvarijních burz. Chovatelé nemají ambice vracet do přírody druhy, které jsou kriticky ohroženy. Jde rozsahem o malé chovy. Se zánikem některých původních lokalit přírodních živorodek a ohrožením mnoha dalších míst je však akvaristický chov divokých živorodek celosvětově praktikovaný akvaristy něčím, co jednou v budoucnosti může přispět k záchraně v přírodě vyhynulých druhů.

### Šlechtěné variety
V průběhu let byly některé přírodní druhy vyšlechtěny do mnoha barevných a tvarových variant (vzhled ploutví):
- mečovka mexická: Ada, Berlin, Black, Cometa, KOI, Mickey Mouse, Parrot, Red, Sunset, Tuxedo, Wagtail, Wien[13]
- plata skvrnitá: Bleeding Heart, Blue Tuxedo, Blue, Cometa, Coral, Hawai, Hi Fin, Marigold, Mickey Mouse, Moon, Pfeffer und Salz, Spitz, Sunset, Topsail, Tuxedo, Wagtail[13]
- živorodka ostrotlamá: Black molly, Gold molly, Silver molly, Short-fin molly a tvarově odlišná Ballon Molly[13]
- živorodka velkoploutvá[13]
- živorodka Wingeova[13]
- živorodka duhová: Triangel (dříve vějíř), Závoj, Prapor, Dvojitý mečík, Horní mečík, Dolní mečík, Lyra, Rýč, Kopí, Kruh a Jehla[13][14][15]

## Výskyt
Původním domovinou většiny druhů jsou sladké vody řek a jezer Střední a Jižní Ameriky. Některé ryby žijí v braktických vodách (pecilka pobřežní, pecilka pestrá), výjimečně jsou schopny žít i ve slané vodě (gambusie komáří, živorodka duhová). Některé druhy jsou euryhalinní, např. živorodka mexická, která se vyskytuje v jeskyni Cueva del Azufre, kde dokáže přežít v prostředí s extrémně vysokou koncentrací sirovodíku.

### Rozšíření
Některé druhy ryb byly z původních biotopů zavlečeny do různých míst světa, např.
- Gambusie komáří se vyskytuje v jižní Evropě, v Asii. Tato původně sladkovodní rybka, žije dnes dokonce i v mořské vodě.[17]
- Mečovka mexická byla uměle vysazena v některých lokalitách v Africe, např. Namibie.[18]
- Živorodka duhová se vyskytuje v Mexiku, v Jižní Americe, v jižních státech USA. Zdomácněla na některých místech Madagaskaru, Jávy, Indie, západní Afriky. V Evropě se vyskytuje v Itálii, v Maďarsku v budapešťských termálních pramenech Římských koupelí, v Lukášových lázních, v jezírku Japonské zahrady na Markétině ostrově, do roku 1974 se vyskytovala v městském jezírku na náměstí Hrdinů. Na Slovensku v termálním jezírku v Piešťanech, v mělčinách v Dunaji u Bratislavy. Ryby přenesené z termální vody do akvária se nedokáží přizpůsobit a po určité době hynou.[19][20][21][22]

### Využití
Živorodé ryby (gambusie komáří, živorodka duhová) jsou využívány při likvidaci larev a kukel komárů, např. rodu Anofeles, který přenáší plasmodie malárie.

## Chov v akváriích
Živorodky této čeledi se řadí ke společenských druhům ryb, jsou všežravé (nítěnky, komáří larvy, plankton, řasy). Výjimkou je např. živorodka štikovitá, která se živí rybami.

## Galerie

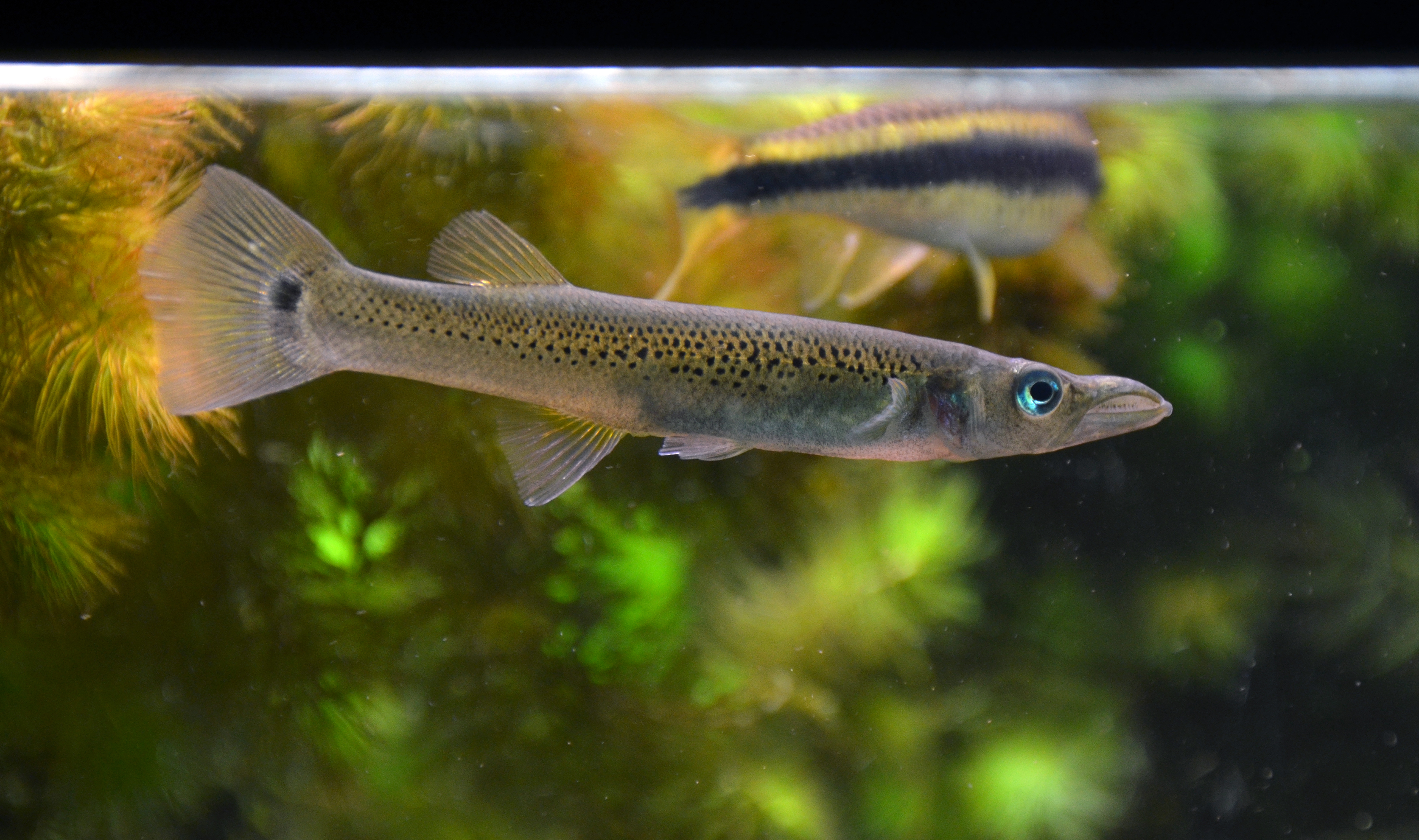
Živorodka štikovitá (Belonesox belizanus)
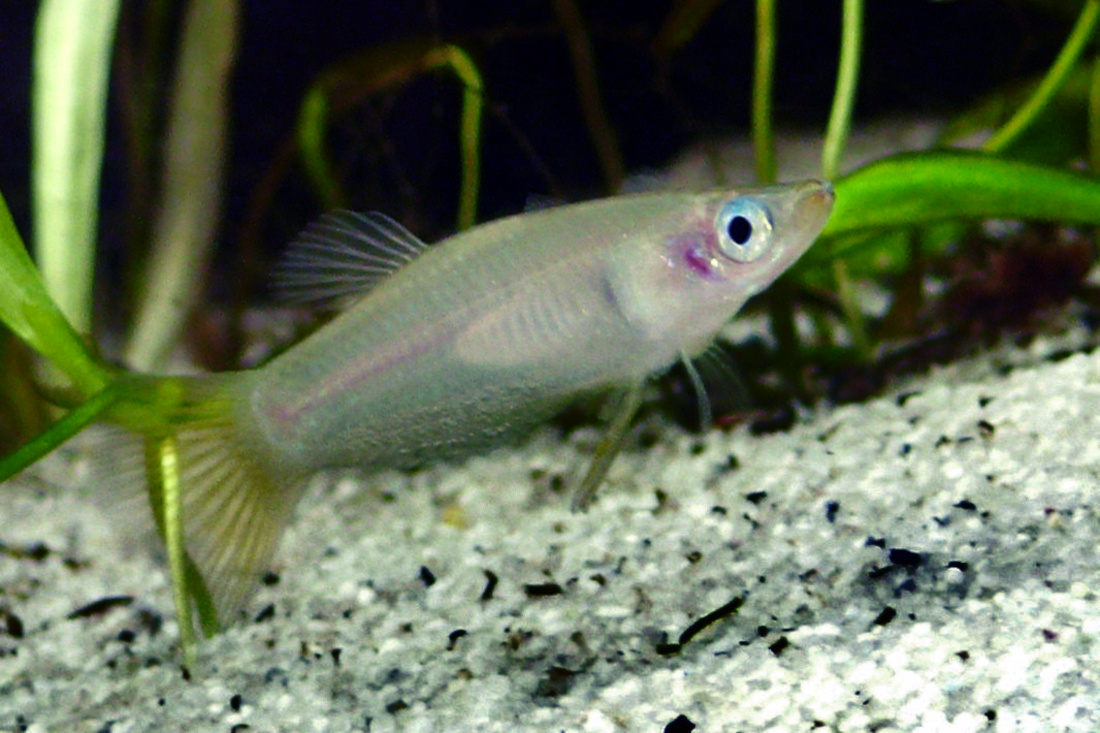
Živorodka ostrobřichá (Alfaro cultratus)
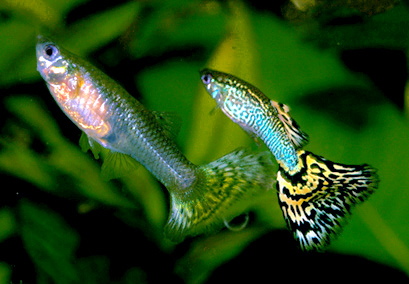
Živorodka duhová, tygrovaná forma (Poecilia reticulata)
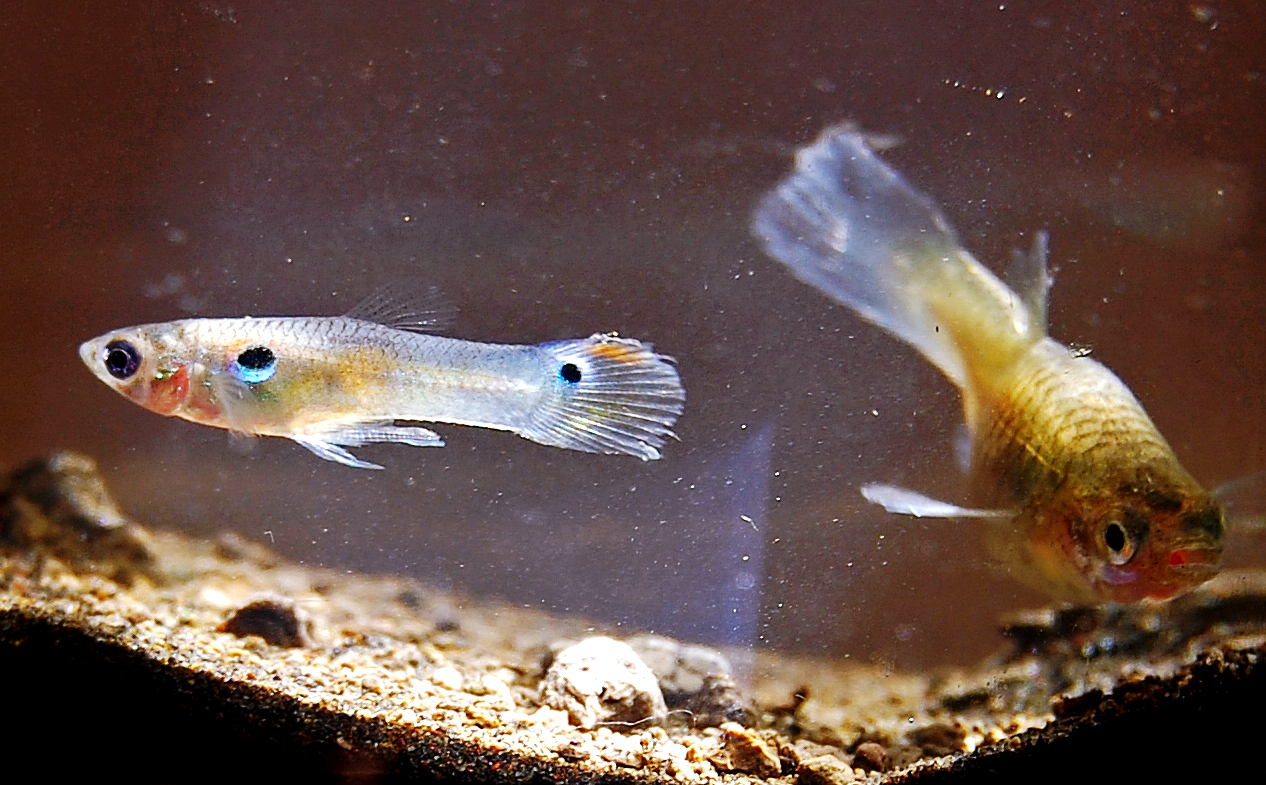
Živorodka duhová, přírodní forma z Jávy – samec (vlevo) a samice (Poecilia reticulata)
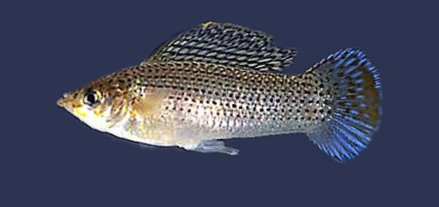
Živorodka širokoploutvá (Poecilia latipinna)
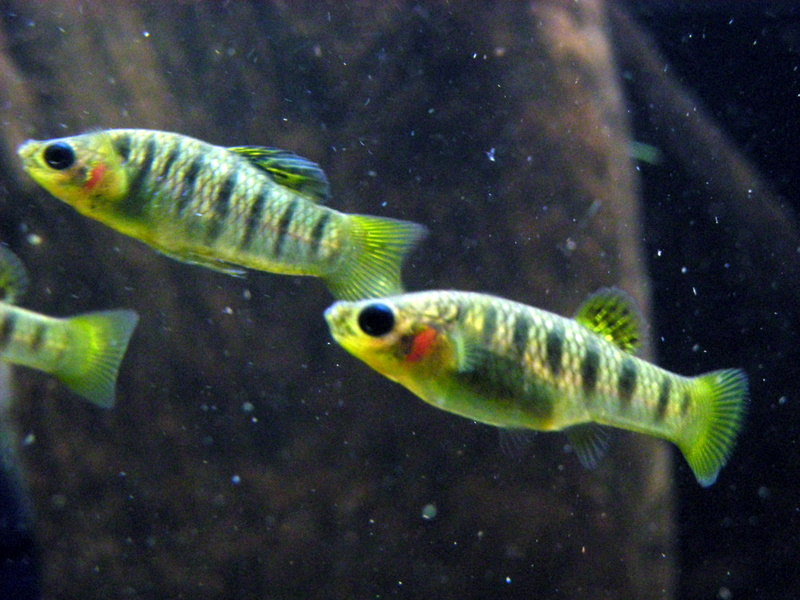
Limie černopruhá (Limia nigrofasciata)
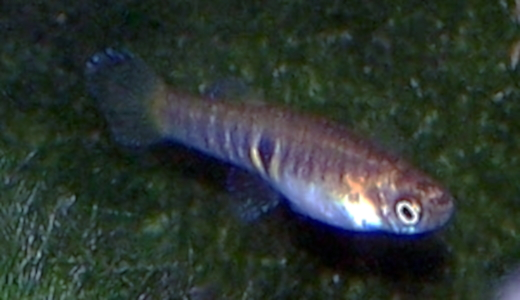
Novoheterandrie sličná (Neoheterandria elegans)
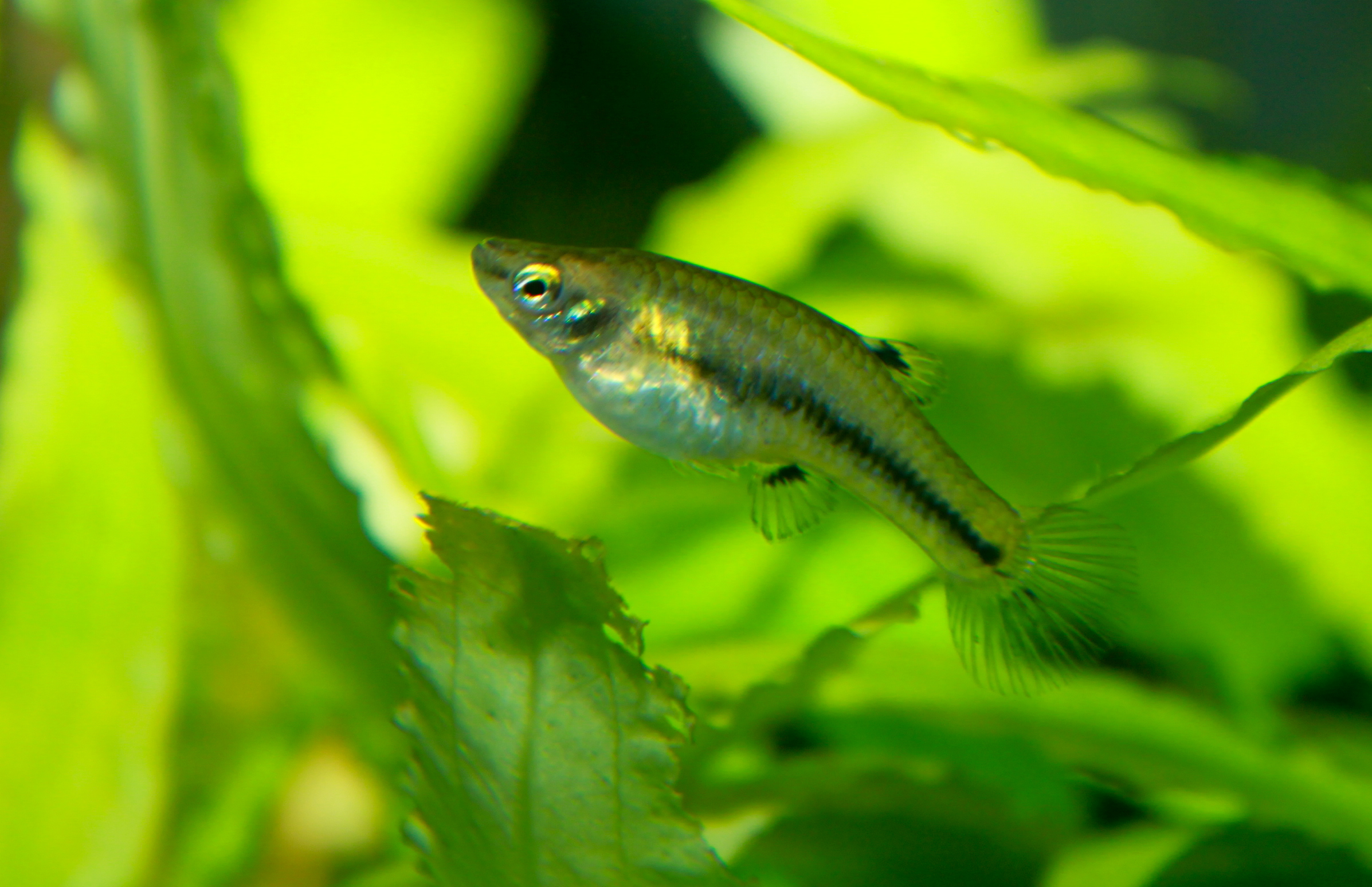
Heterandrie trpasličí (Heterandria formosa)
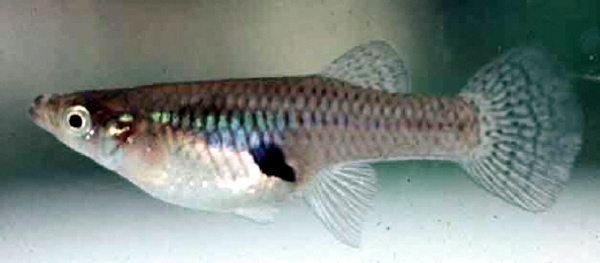
Gambusie komáří (Gambusia affinis)
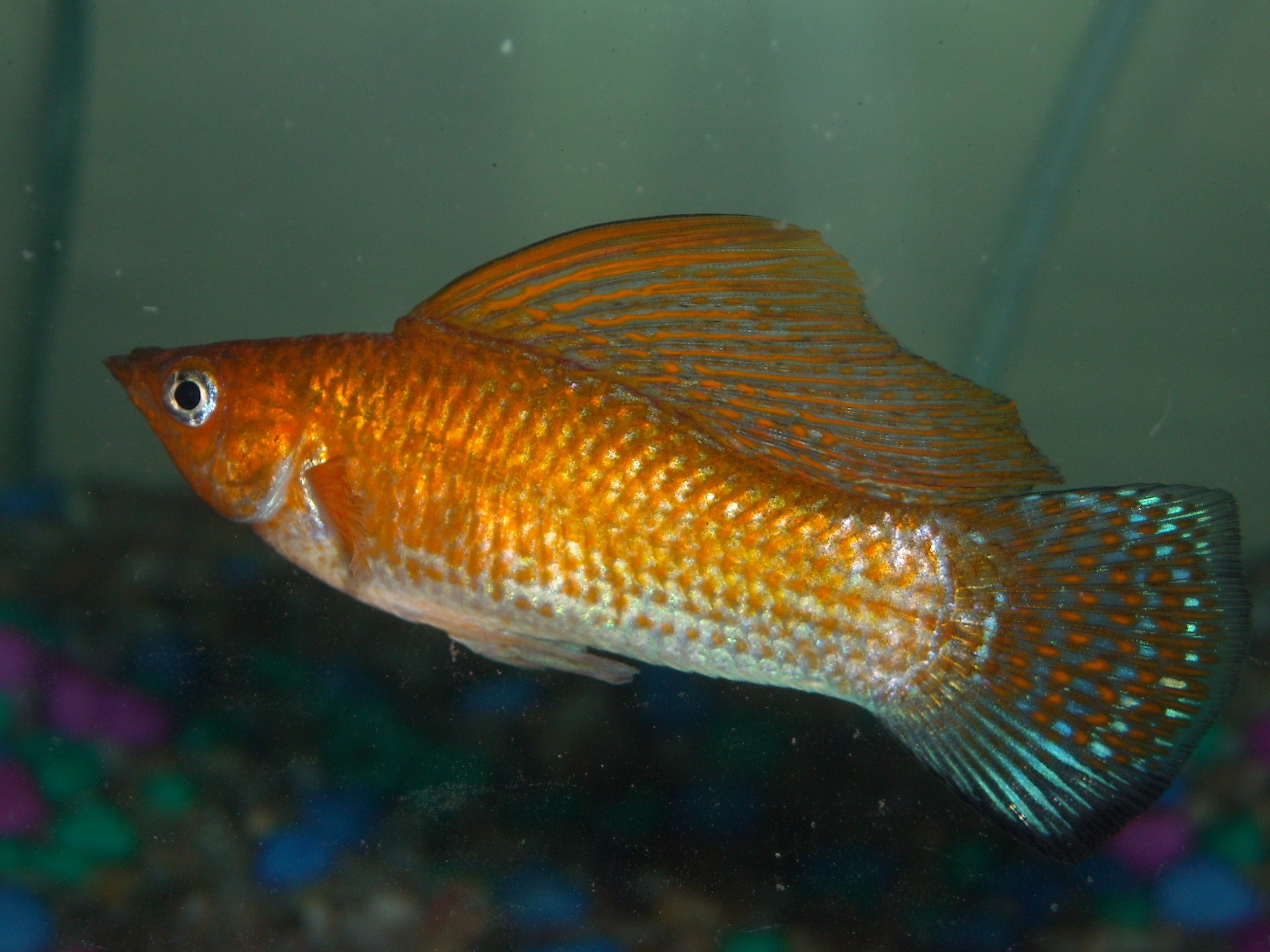
Živorodka velkoploutvá (Poecilia velifera)
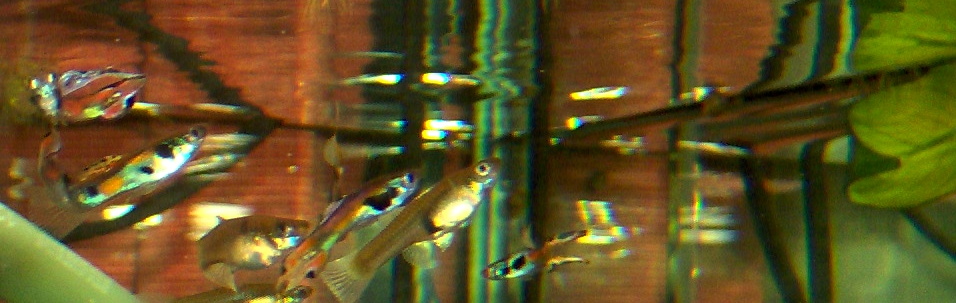
Živorodka Wingeova (Poecilia Wingei)
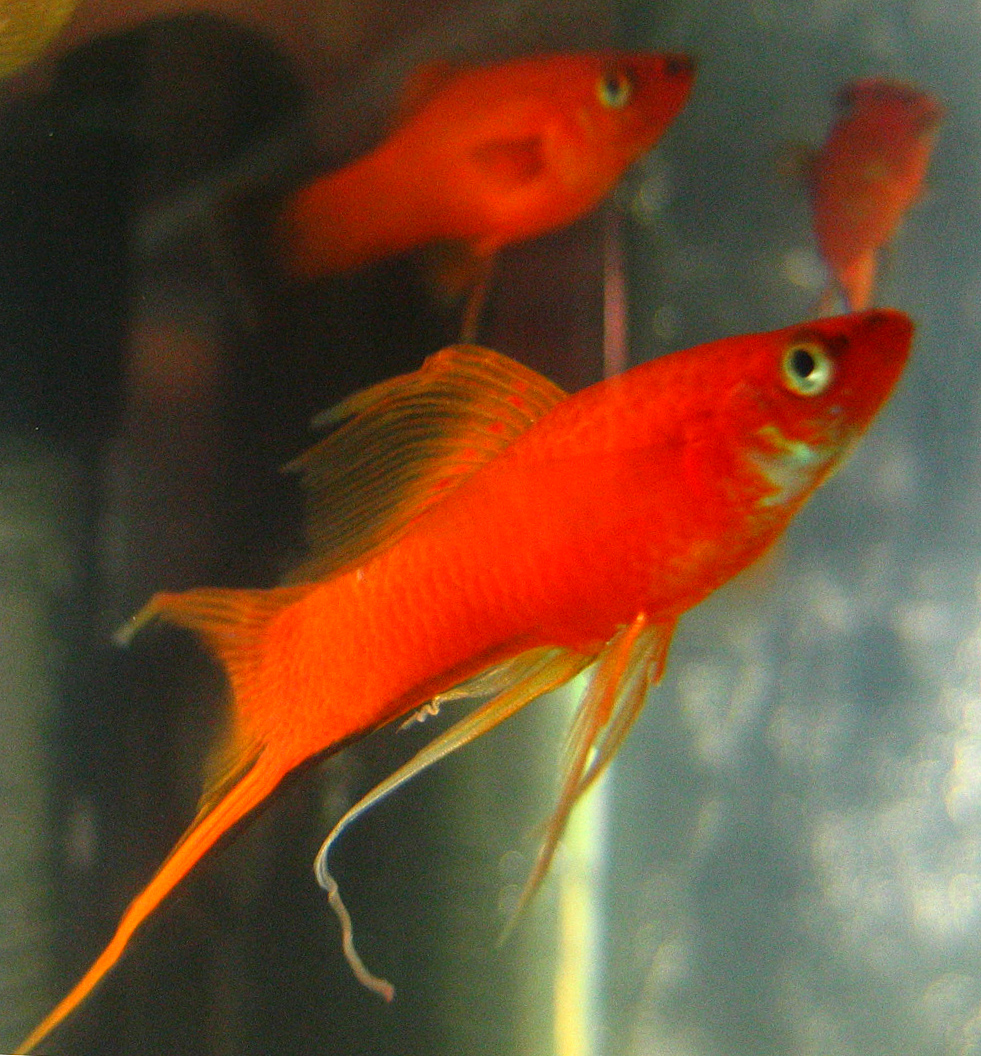
Mečovka mexická (Xiphophorus hellerii)
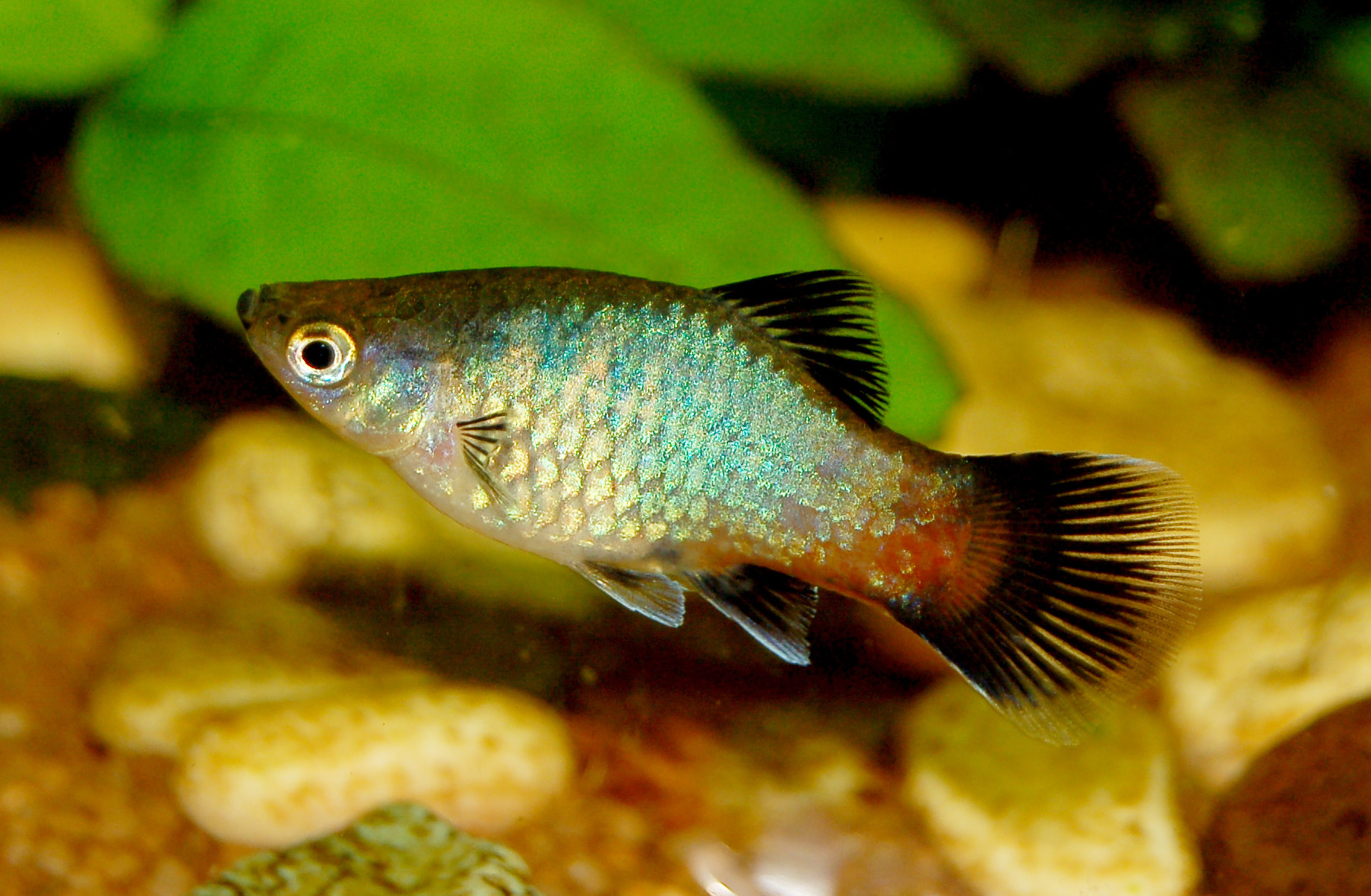
Plata skvrnitá (Xiphophorus maculatus)
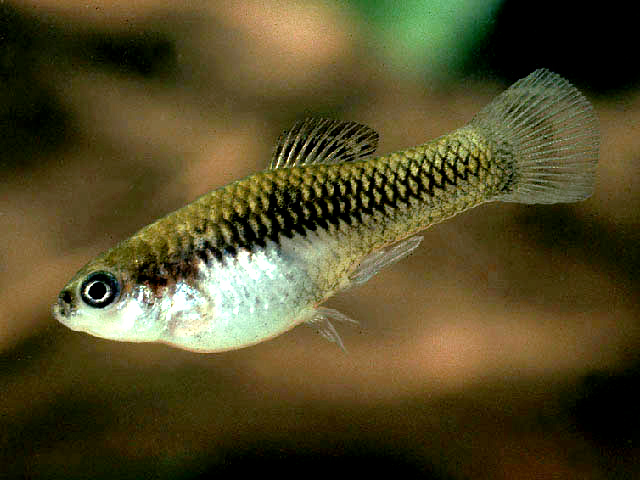
Plata Couchova (Xiphophorus couchianus)
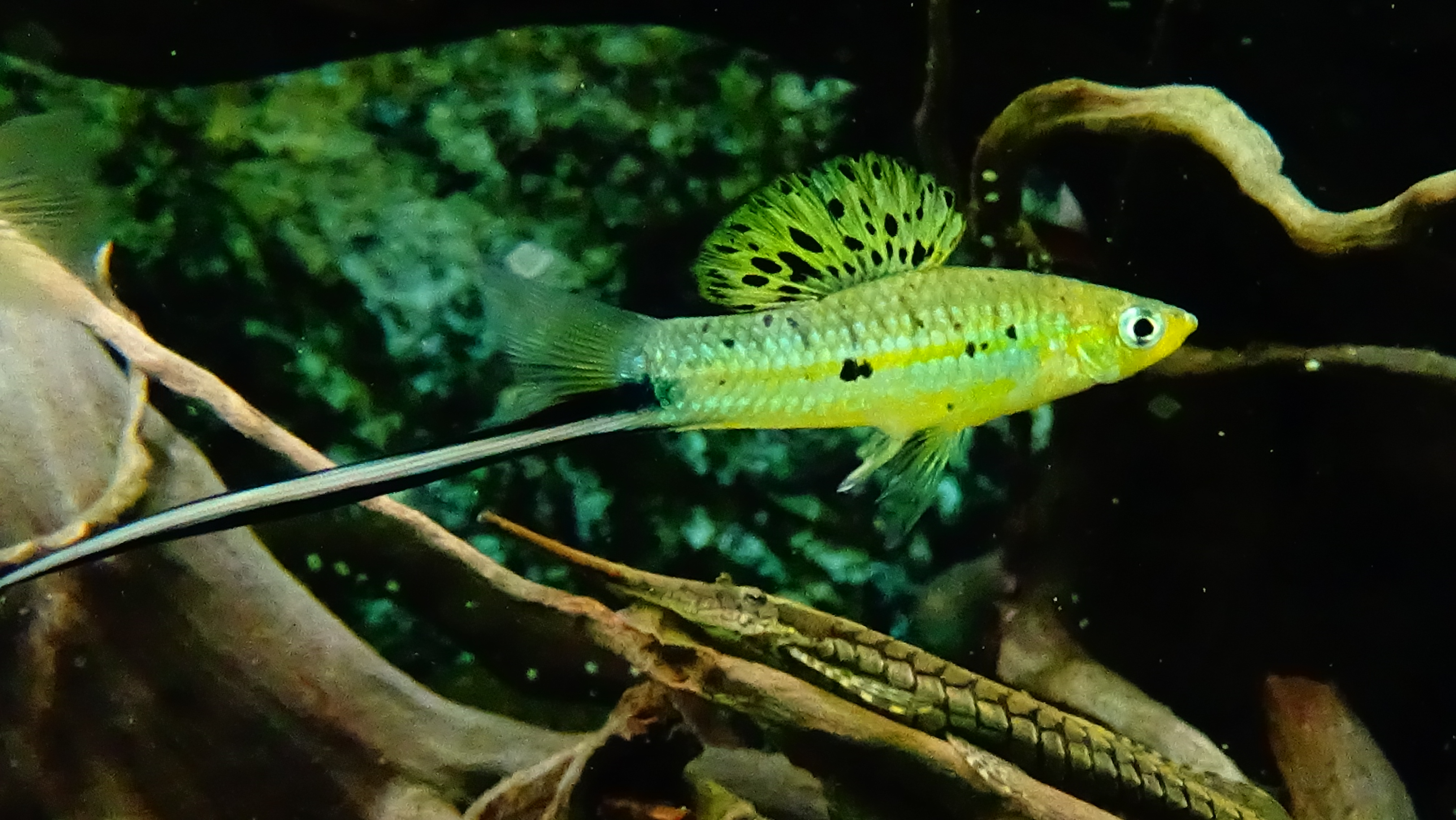
Živorodka Montezumova (Xiphophorus montezumae)
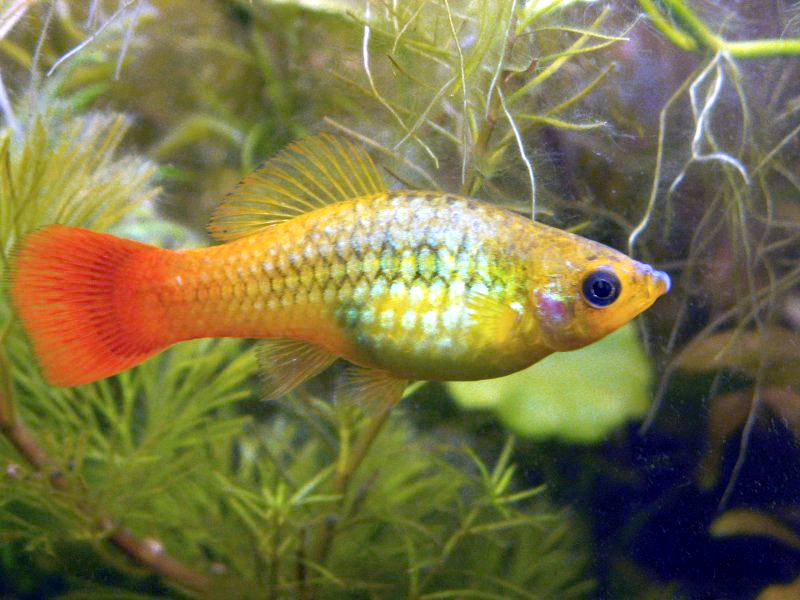
Plata pestrá (Xiphophorus variatus)

## Nejčastěji chované druhy
Nejčastěji chované druhy, řazeno abecedně. Celý seznam čeledě je na Živorodé ryby.
| Latinský název             | Český název              | Biotop                         | Vědecky popsáno                        | Původ                                                   |
| -------------------------- | ------------------------ | ------------------------------ | -------------------------------------- | ------------------------------------------------------- |
| Alfaro cultratus           | živorodka ostrobřichá    | Střední Amerika                | Regan, 1908                            | Kostarika, Nikaragua, Panama                            |
| Belonesox belizanus        | štička živorodá          | Střední Amerika                | Kner, 1860                             | Guatemala, Honduras, Mexiko, Nicaragua, Kostarika       |
| Cnesterodon decemmaculatus | ostrozubka desetiskvrnná | Amazonie                       | Jenyns, 1842                           | Argentina, Uruguay                                      |
| Gambusia affinis           | gambusie komáří          | Střední Amerika                | Baird & Girard, 1853                   | Mexiko, USA                                             |
| Girardinus falcatus        | žirardinka okatá         | Střední Amerika                | Eigenmann, 1903                        | Kuba                                                    |
| Girardinus metallicus      | žirardinka lesklá        | Střední Amerika                | Poey, 1854                             | Kuba                                                    |
| Heterandria formosa        | heterandrie trpasličí    | Severní Amerika                | Girard, 1859                           | Florida, Georgie                                        |
| Heterandria jonesii        | heterandrie Jonesova     | Střední Amerika                | Günther, 1874                          | Mexiko                                                  |
| Heterandria litoperas      | heterandrie velkoploutvá | Střední Amerika                | Rosen & Bailey, 1979                   | Guatemala                                               |
| Lamprichthys tanganicanus  | zářnoočko tanganické     | Afrika                         | Boulenger, 1898                        | Tanganika                                               |
| Limia caymanensis          | limie kajmanská          | Střední Amerika                | Rivas & Fink, 1970                     | Grand Cayman                                            |
| Limia dominicensis         | limie dominikánská       | Střední Amerika                | Valenciennes, 1846                     | Dominikánská republika, Haiti                           |
| Limia melanogaster         | limie tříbarvá           | Střední Amerika                | Günther, 1866                          | Haiti, Jamajka                                          |
| Limia nigrofasciata        | limie černopruhá         | Střední Amerika                | Regan, 1913                            | Haiti                                                   |
| Limia perugiae             | limie Perugiova          | Střední Amerika                | Evermann & Clark, 1906                 | Dominikánská republika                                  |
| Limia tridens              | limie modrá              | Střední Amerika                | Hilgendorf, 1889                       | Dominikánská republika, Haiti                           |
| Limia vittata              | limie strakatá           | Střední Amerika                | Guichenot, 1853                        | Hawai, Kuba                                             |
| Micropoecilia parae        | pecilka pobřežní         | Jižní Amerika                  | Eigenmann, 1894                        | Guyana, delta Amazonky                                  |
| Micropoecilia picta        | pecilka pestrá           | Střední Amerika, Jižní Amerika | Regan, 1913                            | Trinidad, delta Amazonky                                |
| Neoheterandria elegans     | novoheterandrie sličná   | Amazonie                       | Henn, 1916                             | Kolumbie                                                |
| Phallichthys amates        | krátkotělka guatemalská  | Střední Amerika                | Miller, 1907                           | Guatemala, Honduras                                     |
| Phallichthys tico          | krátkotělka kostarická   | Střední Amerika                | Bussing, 1963                          | Kostarika                                               |
| Phalloceros caudimaculatus | říčanka jednoskvrnná     | Amazonie                       | Hensel, 1868                           | Brazílie, Paraguay, Uruguay                             |
| Poecilia gillii            | živorodka zlatá          | Střední Amerika, Jižní Amerika | Kner, 1863                             | Guatemala, Kostarika, Panama                            |
| Poecilia latipinna         | živorodka širokoploutvá  | Střední Amerika                | Lesueur, 1821                          | Mexiko, USA                                             |
| Poecilia obscura           | živorodka podivná        | Amazonie                       | Schories, Meyer & Schartl, 2009        | Tobago, Trinidad                                        |
| Poecilia reticulata        | živorodka duhová         | Amazonie                       | Peters, 1859                           | Barbados, Brazílie, Guyana, Tobago, Trinidad, Venezuela |
| Poecilia salvatoris        | živorodka salvadorská    | Střední Amerika                | Regan, 1907                            | Honduras, Salvador                                      |
| Poecilia sphenops          | živorodka ostrotlamá     | Střední Amerika                | Valenciennes, 1846                     | Guatemala, Mexiko                                       |
| Poecilia velifera          | živorodka velkoploutvá   | Střední Amerika                | Regan, 1914                            | Mexiko                                                  |
| Poecilia vivipara          | živorodka živorodá       | Amazonie                       | Bloch & Schneider, 1801                | Brazílie, Tobago, Trinidad, Venezuela                   |
| Poecilia wingei            | živorodka Wingeova       | Amazonie                       | Poeser, Kempkes & Isbrücker, 2005      | Venezuela                                               |
| Poeciliopsis prolifica     | živoroděnka svítivá      | Střední Amerika                | Miller, 1960                           | Mexiko                                                  |
| Priapella intermedia       | krásnotělka modrooká     | Střední Amerika                | Alvarez & Carranza, 1952               | Mexiko                                                  |
| Procatopus nototaenia      | halančík červenopruhý    | Afrika                         | Boulenger, 1904                        | Kamerun                                                 |
| Procatopus similis         | zářnoočko nigerijské     | Afrika                         | Ahl, 1927                              | Kamerun, Nigérie                                        |
| Xiphophorus alvarezi       | mečovka Alvarezova       | Střední Amerika                | Rosen, 1960                            | Guatemala, Mexiko                                       |
| Xiphophorus birchmanni     | mečovka Birchmannova     | Střední Amerika                | Lechner & Radda, 1987                  | Mexiko                                                  |
| Xiphophorus cortezi        | mečovka Cortezova        | Střední Amerika                | Rosen, 1960                            | Mexiko                                                  |
| Xiphophorus couchianus     | plata Couchova           | Střední Amerika                | Girard, 1859                           | Mexiko                                                  |
| Xiphophorus hellerii       | mečovka mexická          | Střední Amerika                | Heckel, 1848                           | Guatemala, Honduras, Mexiko                             |
| Xiphophorus maculatus      | plata skvrnitá           | Střední Amerika                | Günther, 1866                          | Guatemala, Honduras, Mexiko                             |
| Xiphophorus malinche       | plata horská             | Střední Amerika                | Rauchenberger, Kallman & Morizot, 1990 | Mexiko                                                  |
| Xiphophorus montezumae     | mečovka Montezumova      | Střední Amerika                | Jordan & Snyder, 1899                  | Mexiko                                                  |
| Xiphophorus multilineatus  | mečovka pruhovaná        | Střední Amerika                | Rauchenberger, Kallman & Morizot, 1990 | Mexiko                                                  |
| Xiphophorus nezahualcoyotl | mečovka horská           | Střední Amerika                | Rauchenberger, Kallman & Morizot, 1990 | Mexiko                                                  |
| Xiphophorus nigrensis      | mečovka tmavá            | Střední Amerika                | Rosen, 1960                            | Mexiko                                                  |
| Xiphophorus pygmaeus       | mečovka trpasličí        | Střední Amerika                | Hubbs & Gordon, 1943                   | Mexiko                                                  |
| Xiphophorus variatus       | plata pestrá             | Střední Amerika                | Meek, 1904                             | Guatemala, Honduras, Mexiko                             |
| Xiphophorus xiphidium      | plata mečíkatá           | Střední Amerika                | Gordon, 1932                           | Mexiko                                                  |